# منطقه حفاظت‌شده حرای تیاب و میناب
منطقهٔ حفاظت‌شدهٔ حرای تیاب و میناب یک منطقهٔ حفاظت‌شده با مساحت ۷۸۷۷۱ هکتار است که در استان هرمزگان در ایران قرار دارد. این منطقهٔ حفاظت‌شده طبق مصوبهٔ شمارهٔ ۷۲۱ در تاریخ ۹۰/۱۱/۶ در فهرست مناطق تحت حفاظت سازمان محیط زیست ایران قرار گرفت.